# 朝来市立朝来中学校
朝来市立朝来中学校（あさごしりつ あさご ちゅうがっこう）は、兵庫県朝来市にある公立中学校。

## 沿革
- 1947年（昭和22年）4月20日 山口村立山口中学校と中川村立中川中学校が創立
- 1954年（昭和29年）8月30日 山口村と中川村が合併により朝来町となったことに伴いそれぞれ朝来町立に改称
- 1962年（昭和37年）4月1日 山口中と中川中が統合し朝来町立朝来中学校設立
- 2005年（平成17年）4月1日 朝来郡4町が合併により朝来市となったことに伴い朝来市立朝来中学校に改称

## 部活動
- 野球部
- 女子バレーボール部
- ソフトテニス部
- 剣道部
- 吹奏楽部

## 通学区域
朝来市の内、旧朝来町地域。以下の2小学校区に該当する。
- 朝来市立山口小学校
- 朝来市立中川中学校

## 通学区域が隣接している学校
- 朝来市立生野中学校
- 朝来市立梁瀬中学校
- 朝来市立和田山中学校
- 養父市立養父中学校
- 養父市立大屋中学校
- 宍粟市立一宮北中学校